# Katarina Antonovna

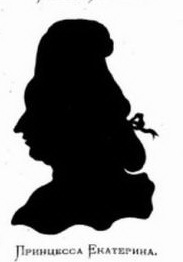
Silhuettbilder av de fyra syskonen i Horsens, omkring 1781.

Katarina Antonovna, född 1741 i Sankt Petersburg, död 1807 i Horsens i Danmark, var en rysk statsfånge, dotter till Rysslands regent storfurstinnan Anna Leopoldovna och Anton Ulrik av Braunschweig-Lüneburg och syster till tsar Ivan VI av Ryssland. Hon var rysk politisk statsfånge under hela sitt liv, från 1780 i husarrest i Horsens.
Katarina föddes i Sankt Petersburg bara några dagar innan hennes bror tsar Ivan avsattes från tronen 1741. Under statskuppen då hennes mors förmyndarregering störtades och familjen tillfångatogs tappades hon i golvet, något som gav henne en skada som gjorde henne döv. Elisabet av Ryssland lät efter sitt maktövertagande fängsla hela familjen i Cholmogory. Ytterligare tre barn föddes i fångenskapen innan deras mor avled i barnsäng 1746. Syskonen kvarhölls som statsfångar på livstid. Motivet var att deras arvsrätt till den ryska tronen var större än Elisabets tronarvinges och efterträdares arvsrätt. 
De levde under sträng husarrest och förhindrades från att ha någon kontakt med yttervärlden: de fyra yngre syskonen hölls dock fängslade tillsammans, på avstånd från sin äldste bror, den före detta tsar Ivan VI, som hölls i isoleringscell. 
År 1780 förvisades de fyra syskonen från Ryssland av Katarina den stora. Innan de förvisades besökte de Archangelsk, där guvernör Aleksej Melgunov gav en rapport om var och en av dem. Han uppgav att samtliga led av dålig fysisk hälsa: Peter var sned i ryggen och hjulbent; Aleksej var fysiskt starkare men led av yrselanfall; Katarina var mager och döv och led av yrsel, kunde läsa på läpparna men saknade kontroll över sin röst; Elisabet beskrivs som pålitlig, pratsam och energisk och fungerade som familjens talesperson och överhuvud. Alla fyra syskon beskrivs som älskvärda, begåvade och snälla till naturen. De hade en vänskaplig relation till varandra och ägnade sig åt att sköta om trädgården och hönsen, rida, åka skridskor och spela schack.    Katarina talade för högt, för lågt eller för otåligt, men beskrivs också som blyg, artig och mild i temperamentet.   
Syskonen förvisades till Danmark, där deras faster Juliana Maria av Braunschweig-Wolfenbüttel var änkedrottning och dåvarande makthavare. Inför avresan utrustades de med nya garderober och hushållsattiraljer av Katarina den stora. När de fick veta om sin förvisning, bad de om att de skulle sändas till en avlägset liggande ort i Danmark med få människor. När de lämnade Ryssland den 27 juni, passerade de fästningen i Archangelsk, och de ska då ha börjat gråta, övertygade om att de skulle skiljas åt och placeras i isoleringsceller liksom deras äldre bror. De anlände till Danmark 30 augusti. De tvingades då skiljas från sina tjänare, vilka också var deras halvsyskon. I Danmark levde de i husarrest i Horsens. De besöktes enligt uppgift inte en enda gång av sin faster Juliana Maria. Med undantag för en rysk-ortodox präst bestod hela deras hushåll av danska tjänare, vilkas språk de inte kunde förstå, och de beskrivs som olyckliga i sina nya miljö. Katarinas syskon dog alla före henne, och från 1798 levde hon ensam i Horsens. 
År 1803 skickade Katarina ett brev till den ryska tsaren Alexander med en vädjan om att få komma tillbaka till Ryssland. Brevet var illa skrivet. I brevet beskrev hon hur hon utnyttjades av sitt danska tjänstefolk på grund av sina språksvårigheter och dövhet, och hur mycket hon saknade fängelset i Cholmogory, där hon och hennes syskon hade varit lyckliga, och hon bad tsaren om att få tillstånd att få komma tillbaka dit. Tsaren besvarade aldrig hennes brev.